# Mirambo
Mirambo, né probablement vers 1840 et mort le 2 décembre 1884, est le créateur et le dirigeant de l’« empire » nyamwezi sur lequel il règne de 1860 jusqu'à sa mort. Il est reconnu comme l'un des leaders et chefs militaires les plus dominants d'Afrique de l'Est dans la seconde moitié du XIXe siècle.

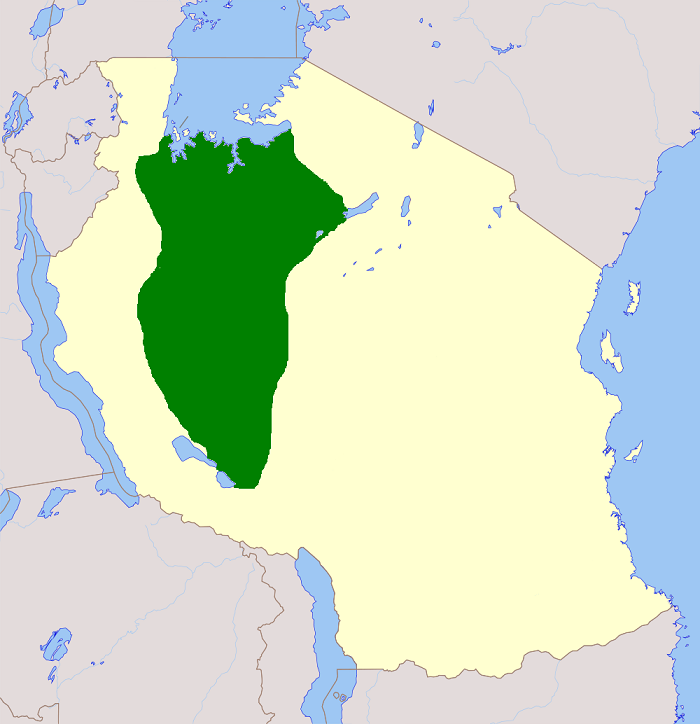
Aire de diffusion des langues sukuma et nyamwezi.

Il est le premier chef de sa région d'origine à connaître du succès dans l'unification de multiples chefferies nyamwezi indépendantes, qui s'étendent dans l'Uyamwezi, territoire situé entre le lac Victoria et le lac Rukwa, au nord-est de l'actuelle Tanzanie. Fin diplomate et militaire d'exception, ce n'temi a un règne qui est caractérisé par l'expansion de l'« empire » nyamwezi ainsi que le contrôle de cet empire sur les différentes routes commerciales reliant l'intérieur du continent et la côte Est du continent alors contrôlée par les Arabes de Zanzibar.
Mirambo marque l'imaginaire des Tanzaniens contemporains du fait de sa vision fédératrice et qu'il est mesure de créer un État grand et fort dans la période précoloniale qu'on reconnait à la seconde moitié du XIXe siècle. Il marque l'histoire, notamment, par ses actions diplomatiques avec Arabes et Européens, par sa capacité à saisir les transformations qui s'opèrent dans sa région d'origine et utiliser les fruits de ces mutations au profit des Nyamwezi et par sa vision à long terme d'une Afrique de l'Est dirigée par un petit nombre de « Grands-États » africains.

## Biographie

### Enfance
Il y a très peu de sources traitant de l'enfance de Mirambo. La plupart des informations viennent des carnets de voyage de différents explorateurs européens ayant séjourné en Uyamwezi où ils avaient recueilli l'information auprès des habitants.
Mirambo, né vers 1840, est le fils de Nyashika, petite-fille du n'temi du royaume d'Ulyankulu. Son père, Kasanda, est quant à lui roi du royaume d'Uyowa. Conformément à la tradition il prend à sa naissance les noms de son grand-père paternel et de son grand-père maternel, Mbula Mtelya. Les rois des différentes tribus nyamwezi, au nombre à six, sont dénommés n'temi. Ceux-ci accèdent au pouvoir par succession matrilinéaire. Traditionnellement, les n'temi ont une fonction surtout cérémonielle alors que les pouvoirs administratifs sont plutôt entre les mains des différents chefs des localités qui, ensemble, forment le royaume. Ces chefs se succèdent par une passation du pouvoir patrilinéaire et rencontrent annuellement le n'temi pour assurer une concertation dans la gestion du royaume. Le rôle de n'temi mute vers une centralisation des pouvoirs sous Mirambo.
Mirambo aurait connu une enfance semblable aux autres jeunes des familles royales du peuple nyamwezi. Il aurait été éduqué aux tâches ordinaires du peuple nyamwezi, labour, soin du bétail,art militaire et construction. Étant donné la situation centrale de l'Uyamwezi et les ressources limitées de la région en raison du climat aride, les Nyamwezis sont des habitués du commerce lointain. C'est pourquoi les jeunes étaient également initiés aux pratiques commerciales qui marquent le quotidien de ce peuple faisant office d'intermédiaire entre la côte et l'intérieur du continent. Ainsi, Mirambo a probablement participé à quelques caravanes commerciales transportant de l'ivoire vers la côte. C'est en ces occasion que Mirambo aurait eu ses premiers contacts avec les Arabes, contacts qui auraient mené à une aversion pour ce peuple chez le jeune homme. Dans son adolescence, Mirambo aurait aussi été en contact avec les Ngoni, peuple d'Afrique du Sud ayant migré vers le nord à cause des difficultés avec le dirigeant zoulou, Chaka. Mirambo aurait appris l'art militaire et le langage des Ngoni, considérés comme des guerriers redoutables, car il aurait vécu avec eux pendant un temps étant adolescent. Les tactiques militaires ngoni sont d'ailleurs fréquemment utilisées par Mirambo lors de son règne.

### Ascension au pouvoir
Vers 1858, le père de Mirambo, Kasanda, décède. La tradition de succession matrilinéaire qui prévaut habituellement chez les Nyamwezi ne s'est pas appliquée à la succession du royaume de Uyowa. Effectivement, elle aurait impliqué qu'un neveu du chef défunt prenne alors le pouvoir. C'est pourtant Mirambo, âgé alors de 18 ans, qui succède à Kasanda à la tête de ce petit royaume. On pense que Mirambo aurait pris l'office par la force ou qu'il aurait été désigné comme n'temi du fait que son père n'avait pas de neveu éligible à la chefferie. Mirambo devient alors chef de Uyowa, royaume de 4 000 habitants.

### Création et expansion d'Urambo
Le grand-père maternel de Mirambo, Kasele, est aussi n'temi d'un autre royaume de l'Uyamwezi situé tout près de Uyowa : le royaume d'Ulyankulu. Mirambo, à l'instar des neveux de Kasele, Kasimana et Mkindo, s'occupe bien de ce roi âgé et aveugle gagnant ainsi son affection. C'est pourtant Kasimana et Mkindo qui héritent successivement de l'office de n'temi d'Ulyankulu. Conséquemment, vers 1860, Mirambo, à la tête d'un royaume d'Uyowa bien militarisé, s'empare, sans résistance selon les rapports, du royaume d'Ulyankulu. Avec cette nouvelle possession, Mirambo devient ainsi n'temi d'un royaume de 10 000 âmes.
C'est à ce moment que notre n'temi prend le nom de Mirambo (Corps en nyamwezi). Il donne également le nom d'Urambo aux royaumes unis d'Ulyankulu et d'Uyowa. Ce faisant, Mirambo réussit pour une première fois dans la création d'un État fort, organisé et militarisé dans la région d'Afrique de l'Est. Dans la décennie de 1860, Mirambo va étendre son royaume en étendant graduellement son influence sur les villages en périphéries d'Urambo aux moyens de raids et de conquêtes rapides. Pour assurer la loyauté de ses nouveaux sujets, il place un chef qui vient de la localité nouvelle soumise à sa tête. Ce chef est responsable de gérer sa localité, mais doit toujours répondre aux appels de Mirambo, en cas de guerre notamment. S'il refuse, Mirambo utilise alors la peine de mort.

### Mort
Mirambo est mort le 2 décembre 1884 d'une maladie de gorge. Il meurt alors qu'il mène une campagne militaire contre son oncle, Kapela, n'temi de Ukune. Ce dernier allié aux Ngoni et aux Nyamwezis de Uyanyembe lui déclare la guerre en 1883. Tout au long de la campagne, la santé de Mirambo décroit. Il dirige tout de même les opérations militaires de cette campagne jusqu'à son décès.
L'État nyamwezi d'Urambo, qui est la création de Mirambo, s'effondre peu après la mort du n'temi. En effet, Mirambo n'a pas su substituer un sentiment national à son charisme chez les Nyamwezis d'Urambo. Urambo reprend sa forme de petites chefferies indépendantes à partir de 1884 au grand plaisir des commerçants swahili et arabes qui étaient défavorisés par le contrôle des routes de Mirambo. Le territoire est d'ailleurs dans le chaos jusqu'à l'établissement de la puissance allemande en 1891 alors qu'aucune loi n'y était respectée. 

## Mirambo et les Arabes

### Les Arabes et l'Uyanyembe
Les Arabes, dont les pouvoirs étaient concentrés à Zanzibar, ont intensifié leurs incursions dans le continent à partir du XIXe siècle. Mus par des motivations commerciales, les Arabes interviennent dans les politiques des successions des royaumes de l'intérieur en supportant des candidats qui assureraient des routes commerciales sécuritaires vers l'intérieur ainsi qu'une stabilité politique profitable au commerce. Zanzibar, sous le dirigeant, Saïd bin Sultan, devient la ville la plus importante de l'Afrique de l'Est dans la première moitié du XIXe siècle. La plupart des caravanes arabes quittent alors vers l'intérieur en quête d'ivoire. Les Arabes, ayant développé des bonnes relations avec le grand royaume centralisé de Buganda, au Nord du lac Victoria, doivent nécessairement passer par l'Uyamwezi pour s'y rendre. Cela explique qu'une communauté de marchands arabes s'installe graduellement sur ce territoire, plus précisément à Uyanyembe, royaume à l'est d'Urambo. Au moment du règne de Mirambo, le Uyanyembe a à sa tête un n'temi passif, M'kasiwa, alors que l'essentiel du pouvoir est entre les mains des marchands arabes qui y résident. Cette situation fait tout de même du royaume d'Uyanyembe un royaume de transit important au grand bénéfice de ses habitants nyamwezi.

### La guerre de 1871-1875
C'est dans ce contexte que Mirambo, à l'issue de nombreuses petites conquêtes dans les territoires environnants à Urambo dans la décennie de 1860, convoite ce riche territoire d'Uyanyembe, ce qui s'inscrit dans sa vision d'un Uyamwezi unifié. La guerre éclate en 1871, alors que Mirambo s'oppose aux trois leaders arabes d’Oman, les frères Nasibu et Khamis bin Abdulla, tous trois sous la tutelle de Saïd bin Salim, la plus haute autorité arabe dans le royaume d'Uyanyembe.
L'élément déclencheur des hostilités est incertain, on avance qu'elles résulteraient d'un conflit d'affaire entre un marchand arabe et Mirambo où ce dernier aurait perdu patience et aurait commencé les attaques. Chose certaine, cette guerre s'inscrit bien dans la volonté de contrôler le commerce de l'Uyemwezi de Mirambo.
En 1871, les combats font rage entre Arabes et l'armée personnelle de Mirambo, les Ruga-Ruga, alliée à quelque 1 500 Ngoni. Mirambo semble avoir l'avantage dans la première année de combat en 1871. Cela est attribuable à un leadership divisé chez les Arabes et au génie stratégique de Mirambo. Devant cette première phase de défaite, le nouveau Sultan de Zanzibar Barghash dépêche une armée en aide à la guerre contre Mirambo, avec à sa tête un habitué du Uyanyembe : Amir bin Sultan. En effet, les effets négatifs du conflit sur le commerce de Zanzibar, de par la congestion des routes par Mirambo, sont tels que le Sultan intervient directement dans l'intérieur du continent pour la première fois. Malgré tout, les conflits tournent en statu quo alors que la division des commandants arabes est trop intense pour qu'une opération militaire concertée advienne.

### Fin de la guerre
Barghash ordonne le retrait de son armée en 1875. Barghash et Mirambo, par un échange de cadeaux, mettent un terme à cette guerre en 1875 et le commerce reprend de plus belle dans l'Uyemwezi.
À l'issue de cette guerre, Mirambo gagne une réputation comme militaire aguerri, presque légendaire, du fait qu'on le voyait sur le champ de bataille à la tête de son armée et qu'il apparaissait toujours où on ne le soupçonnait pas. Il gagne également le respect du sultan de Zanzibar, Barghash, en plus d'attirer l'attention de John Kirk, sans le savoir, qui est la plus grande autorité britannique en Afrique de l'Est à l'époque.
Les Arabes d'Uyanyembe et Mirambo vont toujours entretenir une certaine animosité. Les Arabes d'Uyanyembe et le n'temi Iseke planifient d'ailleurs, en ce sens, des attaques communes avec le roi du Buganda, Mutesa à l'encontre de Mirambo. Par contre, aucune de ces attaques n'aboutit.

## Mirambo et les Européens
De par ce conflit, Mirambo a aussi gagné en notoriété dans les milieux intellectuels européens. En effet, Stanley, un explorateur anglais, avait mentionné ce chef africain au flair militaire impressionnant dans ses rapports. À partir des années 1870, beaucoup d'Européens, surtout des explorateurs et des missionnaires, partent à la recherche de ce grand guerrier. Ainsi, Mirambo trouve-t-il un débouché pour sa politique expansionniste et commerciale. C'est le début de décennies de diplomaties avec les Européens où Mirambo cherche des alliés commerciaux dans leurs rangs.
Le premier contact amical de Mirambo avec un Européen est en 1875 avec l'explorateur suisse Broyon avec qui il fait des affaires commerciales, surtout liées au transport de marchandises vers la côte Est. Mirambo a vu dans ce contact avec Broyon l'opportunité de s'émanciper de la mainmise commerciale des Arabes dans l'Est africain. Leur relation ne dure pas longtemps, car dans la deuxième moitié de la décennie 1870 les explorateurs sont fréquents dans l'Uyamwezi. En effet, la mort de Livingston en 1873 amène une foule d'explorateurs et de missionnaires à vouloir s'installer au Buganda. Pour s'y rendre, ces derniers passaient momentanément dans le royaume d'Urambo. Le responsable des intérêts britanniques à Zanzibar, Kirk, décide d'ouvrir la communication avec le n'temi de ce royaume étant donné qu'il constatait son ouverture aux Européens et son indépendance politique vis-à-vis les Arabes à la suite de la guerre de 1871-1875. Il envoie donc Morton, un commerçant anglais qui parle couramment le swahili, parler en son nom. Bien vite, l'ouverture de Mirambo et son sens diplomatique font d'Urambo une destination de choix pour les missionnaires et explorateurs européens. Vers 1877, Mirambo se brouille avec le lieutenant Cambier, membre de l'association internationale africaine créée sous l'impulsion de Léopold II de Belgique. Il a aussi des problèmes avec le commerçant suisse Broyon, qui tarde à ramener de Zanzibar la marchandise qu'il a demandée en échange de grandes quantités d'ivoire. Kirk, qui veille aux intérêts britanniques dans la région et qui croit en la place centrale de Mirambo dans l'avenir des Britanniques en Afrique de l'Est, réussit à rester dans les bonnes grâces du n'temi grâce à un échange de cadeaux en 1879, et ce, malgré les incidents avec d'autres Européens.
L'Européen le plus influent sur Mirambo est sans doute Dr. Ebenezer J. Southon, membre de la London Missionary Society. Ce dernier vit avec Mirambo à partir d'août 1879. Il ouvre une école dans la nouvelle capitale de Mirambo, Ikonongo, en 1881. Mirambo utilise l'intermédiaire de Southon pour affermir ses relations avec Kirk en lui envoyant des lettres comprenant des complaintes par rapport aux Arabes de Uyanwembe qui exigent des droits de passage trop élevés pour ses caravanes.
En juin 1880, le leader militaire Simba, n'temi du royaume d'Usawila, s'allie à Mirambo contre son ennemi, Kasogera, chef militaire du village de Mpimbwe. Malheureusement pour Mirambo, deux commerçants européens d'origine britannique, Carter et Cadenhead sont tués par les forces de Mirambo lors de la campagne. Le résultat est l'arrêt des relations mutuelles entre Britanniques et Mirambo, qui est tenu pour responsable de ce meurtre d'innocents. Son plan pour une unité commerciale et militaire pour l'ensemble de l'Uyamwezi est alors compromis.